# Confiserie Colombo
La confiserie Colombo (en portugais : Confeitaria Colombo) est un café-restaurant situé dans le Centre de Rio de Janeiro, au Brésil.

## Histoire
La confiserie Colombo est fondée en 1894 par des immigrants portugais, Joaquim Borges de Meireles e Manuel José Lebrão. L'établissement est alors représentatif du style Belle Époque. 
L'établissement est fréquenté par des intellectuels comme Olavo Bilac, José do Patrocínio, Guimarães Passos (pt) et Emílio de Meneses, qui le décrit comme une « succursale » de l'Académie brésilienne des lettres,.
Entre 1912 et 1918 les salons ont été rénovés avec une touche Art nouveau, avec l'installation de grands miroirs en cristal apportés d'Anvers. Les meubles en bois d'Antônio Borsoi (pt) datent de la même époque.
L'établissement s'agrandit en 1922 avec la construction d'étage avec un salon de thé.
Une annexe est ouverte à Copacabana en 1944. Celle-ci déménage au fort de Copacabana en 2003.